# Veslanje
Veslanje je pojedinačni i grupni sport na vodi, u kojem osoba ili osobe koje se nalaze u čamcu pokreću čamac u kojem sjede snagom svojih mišića preko poluga koja se zovu veslima. Vesla su dugačke poluge koja na jednom kraju imaju rukohvat, dok drugi kraj koji je širi i plosnatiji (lopata) ulazi u vodu. Dvije su vrste vesala, a to su lopate i sjekire, razlikuju se po površini lopate koja ulazi u vodu, sjekire imaju veću površinu lopate. Veslačka natjecanja zovu se regate. Veslanje je standardni olimpijski sport, iako je vrlo popularan i kao akademski sport, posebno raširen na sveučilištima u Velikoj Britaniji i SAD.
U Hrvatskoj veslanje ima dugu i uspješnu tradiciju, te je jedan od najuspješnijih hrvatskih sportova po broju osvojenih medalja na Olimpijskim igrama i Svjetskim veslačkim prvenstvima.

## Povijest
Duga je povijest veslačkog sporta. Prva zabilježena veslačka natjecanja su održana još 1315. godine u Veneciji, dok je u Hrvatskoj prva zabilježena regata bila ona na Korčuli 1603. godine. Ipak, začetkom modernog veslanja smatraju se natjecanja krajem 18. stoljeća u Engleskoj. Najpoznatija veslačka regata, ona između sveučilišta Oxford i Cambridge započinje svoju povijest 1829. godine i traje sve do danas.
Veslanje je olimpijski sport od samih početaka modernog olimpizma, te je bilo prisutno u natjecateljskom programu na svim dosadašnjim ljetnim igrama.
U Hrvatskoj je veslanje jedan od sportova s najdužom tradicijom. Više detalja o povijesnim događajima vezanim za veslanje u Hrvatskoj pogledajte u članku Kronologija hrvatskog veslanja.

## Veslačke organizacije
Međunarodna veslačka federacija se naziva FISA, što je skraćenica od francuskog naziva Fédération Internationale des Sociétés d'Aviron. U Hrvatskoj je za program razvoja veslanja zadužen Hrvatski veslački savez, dok su nositelji glavnih aktivnosti veslački klubovi.

## Discipline u veslanju
Veslačke discipline dijele se s obzirom na način veslanja, broj veslača u čamcu i prisustvo kormilara.
Dva su osnovna načina veslanja, koja ujedno čine i glavnu podjelu među čamcima i veslačima: tzv. rimen i skul veslanje. U rimen disciplinama svaki veslač barata jednim veslom duljine oko 3.75 m, dok u skul disciplinama barata dvama znatno kraćim i lakšim veslima duljine oko 2.9 m. S obzirom na navedeno, u rimen disciplinama uvijek mora biti paran broj veslača kako bi sa svake strane čamca bio jednak broj vesala. U skul disciplinama može biti i neparan broj veslača (npr. samac). Čamci, odnosno posade, mogu biti s kormilarom ili bez kormilara. Često se umjesto izraza disciplina pojavljuje klasa ili tip čamca, premda ne mora uvijek biti riječ o sinonimima.

### Rimen discipline
U rimen disciplinama svaki veslač ima jedno veslo duljine oko 3,75 m. Veslače (i vesla) stoga dijelimo na desne i lijeve, a u čamcu ih uvijek mora biti jednak broj. Dvojci i četverci mogu biti s kormilarom ili bez kormilara. Osmerci uvijek imaju kormilara. Čamci bez kormilara također imaju kormilo potpuno jednako čamcima s kormilarom, ali je sajlama povezano s nogarom jednog od veslača u čamcu, najčešće štrokera. Njegova obuća je drukčije pričvršćena za nogar i može se zakretati te na taj način upravljati kormilom. U elitnom veslanju razlikujemo sljedeće discipline:
- Dvojac bez kormilara, oznaka 2-, posadu čine dva rimen veslača.
- Dvojac s kormilarom, oznaka 2+, posadu čine dva rimen veslača i kormilar.
- Četverac bez kormilara, oznaka 4-, posadu čine četiri rimen veslača.
- Četverac s kormilarom, oznaka 4+, posadu čine četiri rimen veslača i kormilar.
- Osmerac, oznaka 8+, posadu čini osam rimen veslača i kormilar.

U mlađim uzrastima (kadeti) nije dozvoljeno rimen veslanje. Svi veslači počinju svoje prve zaveslaje u skul disciplinama, najčešće u širokim školskim čamcima.

### Skul discipline
U skul disciplinama svaki veslač ima dva vesla duljine oko 2,9 m. U čamcu može biti neparan broj veslača s obzirom na to da je broj vesala s obje strane čamca uvijek jednak. U elitnom veslanju skul čamci nemaju kormilara, a posade imaju 1, 2 ili 4 veslača. Često nemaju ni kormilo, a čamcem se upravlja primjenom jače sile na jednoj strani, npr. jači ili slabiji zaveslaj lijevim ili desnim veslom. Ako imaju kormilo (npr. četverci), povezano je sajlama s nogarom na isti način kao i u rimen disciplinama. Skul čamci s kormilarom su rijetki i koriste se uglavnom za školu veslanja, mlađe uzraste (kadete), rekreativno veslanje, egzibicije, te u nekim državama za školska ili sveučilišna natjecanja. Prema završetku zaveslaja dolazi do preklapanja lijeve i desne ruke na način da lijeva ide preko desne, a isto se događa i u suprotnom smjeru kada veslač kreće prema naprijed po novi zaveslaj. U hrvatskom nazivlju za skul discipline službeno se koristi izraz "na pariće", što znači da veslač ima jedan par vesala za razliku od rimen disciplina u kojima ima samo jedno veslo.
- Samac ili skif, oznaka 1x. Posadu čini jedan skul veslač.
- Dvojac na pariće ili dubl, oznaka 2x. Posadu čine dva skul veslača.
- Četverac na pariće ili četverac skul, oznaka 4x. Posadu čine četiri skul veslača.

Vrlo je rijedak osmerac na pariće (osmerac skul) čiju posadu čini osam skul veslača i kormilar, a oznaka je 8x+. Koristi se u nekim zemljama za mlađe uzraste kojima nije dozvoljeno rimen veslanje. Za potrebe škole veslanja, rekreacije ili egzibicije postoje i široki školski čamci (tzv. GIG varijanta), s kormilarom, uključujući i samac s kormilarom. U nas je najzastupljeniji četverac GIG (oznaka GIG 4x+) i u njemu se natječu kadeti B na stazi duljine 500 m. Postoje i skul čamci za 3, 5, 6, 7 ili primjerice čak 16 ili 24 skul veslača, ali ne postoje kao službene natjecateljske discipline u svijetu veslanja.
Na engleskom se za čamac često upotrebljava izraz shell (školjka) i to zato što mu je oplata često tanka svega nekoliko milimetara da bi se postigla čim manja težina. Ovi čamci su također i vrlo dugi, te dok su oni natjecateljski često uski koliko je kod to moguće, dok čamci za trening ili rekreaciju mogu biti i nešto širi.
Svaki je veslač leđima okrenut smjeru kretanja čamca i sila se proizvodi ujedinjenom kretnjom veslačevih nogu, trupa i ruku preko vesla na vodu. Veslač sjedi na pokretnom sjedištu koje se kotrlja na dvije paralelne šine.
Svako veslo leži u ušici U-oblika pričvršćenoj na metalnoj osovini na kraju izbočnika. Izbočnik je načinjen od metalnih cijevi i čvrsto je pričvršćen na trup čamca. Iznimka su neki europski rekreativni čamci kod kojih je ušica direktno postavljena na valobran. Pod-tipovi veslačkih čamaca dalje su podijeljeni prema broju veslača u njima.

## Kategorije veslača
Veslači se dijele u kategorije po spolu, dobi i težini.

Po spolu se dijele na muške (M) i ženske (Ž).

Po dobi Hrvatski veslački savez (HVS) razvrstava veslače u četiri osnovne kategorije: kadeti (K), juniori (J), seniori (S) i veterani (V). Unutar tih kategorija dalje se dijele u potkategorije:
- Kadeti B, do kraja godine u kojoj navršavaju 12 godina
- Kadeti A, do kraja godine u kojoj navršavaju 14 godina
- Juniori B (tzv. mlađi juniori), do kraja godine u kojoj navršavaju 16 godina
- Juniori A, do kraja godine u kojoj navršavaju 18 godina
- Seniori U23 (tzv. mlađi seniori ili seniori B) do kraja godine u kojoj navršavaju 22 godine
- Seniori (tzv. seniori A)
- Veterani A-K, od početka godine u kojoj navršavaju 27

Po težini laki veslači (L ili LWT) izdvojeni su u zasebnu skupinu. HVS dopušta utrke lakih samaca u kategoriji juniora A. Najviša dopuštena težina za juniore (JMA) je 67.5 kg a za juniorke (JŽA) je 57.5 kg. Kod lakih seniora, pojedini veslač ne može biti teži od 72.5 kg a prosječna težina posade (bez kormilara) ne smije biti veća od 70 kg. Kod lakih seniorki, pojedina veslačica ne može biti teža od 59 kg, a prosječna težina posade (bez kormilarke) ne smije biti veća od 57.5 kg.

Ostale kategorije za posebna natjecanja su veslači osnovnoškolci, veslači srednjoškolci, veslači studenti i veslači osobe s invaliditetom.

### Težinske kategorije
Postoje u osnovi dvije težinske kategorije za veslače: teški veslači (heavyweight, HWT) i laki veslači ( lightweight, LWT).
- Laki veslači (M LWT). Za posade lakih veslača, 72.5 kg je pojedinačni maksimum, dok prosjek težine posade u čamcu ne smije biti veći od 70 kg.
- Lake veslačice (W LWT). Pojedinačni maksimum za veslačice je 59 kg, a prosjek težine posade u čamcu ne smije preći 57 kg. U SAD-u, žene imaju samo pojedinačni maksimum, dok na prosjek težine nema ograničenja.

Natjecateljski čamac se obično proizvodi imajući u vidu težinsku kategoriju koja će ga koristiti najbolji su čamci od karbona jer su lagani a empacher je jedna od najpoznatijih firma za izradu čamaca. Sve do nedavno, na Olimpijskim igrama su bile zastupljene samo kategorije teških veslača, ali su od 1996. godine uvedene i dicipline za lake veslače, i to LM2x, LM4- i LW2x.

### Olimpijske i neolimpijske discipline
Trenutno je u olimpijskom programu samo dio veslačkih disciplina. Razlog je potreba da se broj natjecatelja na Olimpijskim igrama drži u dogovorenim granicama. 
- Olimpijske discipline
  - muški: M1x (samac), M2- (dvojac bez kormilara), M4- (četverac bez kormilara), M2x (dvojac na pariće), M4x (četverac na pariće), M8+ (osmerac)
  - žene:  W1x (samac), W2- (dvojac bez kormilara), W2x (dvojac na pariće), W4x (četverac na pariće), W8+ (osmerac)
  - laki veslači: LM2x (laki dvojac na pariće), LM4- (laki četverac bez kormilara)
  - lake veslačice: LW2x (laki dvojac na pariće)
- Neolimpijske discipline (prisutne na Svjetskim prvenstvima u veslanju ali ne i na Olimpijskim igrama)
  - muški: M2+ (dvojac s kormilarom), M4+ (četverac s kormilarom)
  - žene: W4- (četverac bez kormilara)
  - laki veslači: LM1x (laki samac), LM2- (laki dvojac bez kormilara), LM4x (laki četverac na pariće), LM8+ (laki osmerac)
  - lake veslačice: LW1x (laki samac), LW4x (laki četverac na pariće)

## Veslačka natjecanja

### Uobičajene duljine staze
Trke su odvojene po kategorijama: muški (M), žene (W), teški veslači (HWT) i laki veslači (LWT) itd. koji su zatim podijeljeni po disciplinama 8+, 4+, 1x, 2x itd. Na tipičnoj regati možete vidjeti različite trke najavljene kao M8+, W8+, M4+ pa tako dalje do npr. M1x i W1x. Mogu postojati i odvojene trke lakih i teških veslača koje tada uključuju kontrolno vaganje lakih neko vrijeme prije starta. Još možete vidjeti i podjele po iskustvu (škola veslanja, natjecatelji), po dobi ( juniori, mlađi juniori, seniori) itd.
Standardna (olimpijska) duljina staze je 2000 m (poželjno u pravcu) i najčešće ima šest čamaca koji se natječu u odvojenim stazama koje mogu ali i ne moraju biti odvojene bovama. Prvi puta su staze na nekom veslačkom natjecanju odijeljene bovama na Olimpijskim igrama u Rimu, 1960. godine, a ta su se natjecanja održavala na jezeru Albano, nedaleko Rima, pa se tako u veslačkom žargonu uvriježilo da se otada svaka veslačka staza odijeljena bovama naziva "Albano staza". Veslačke utrke traju od 5 i pol do 8 i pol minuta, ovisno o disciplini, vremenskim uvjetima, toku vode te psihičkom stanju i iskustvu veslača. FISA prati i najbolja postignuta vremena na službenim natjecanjima na dionici od 2000 m.
Neke utrke se odvijaju na stazi od 1000 m za starije natjecatelje (Masters) in na 1500 metara za mlađe kategorije. Startna procedura je opisana u sljedećem odlomku. Također, postoje tzv. match race natjecanje ( trke samo po dva čamca principom eliminacije). Taj format se koristi na čuvenoj Henley Royal Regatta u Engleskoj.

### Startna procedura
Posade trebaju biti na svojim startnim pozicijama dvije minute prije predviđenog vremena starta. Kad su čamci prihvaćeni, startni sudac će nadzirati proces poravnavanja. Kad su posade poravnate, starter će prozvati sve posade redom po imenu. Nakon prozivanja, starter podiže crvenu zastavu, uz uzvik: 'Attention!'. Nakon kratke pauze, daje start spuštajući crvenu zastavu brzo nadole i istovremeno izgovara 'GO'.
U slučaju vjetra, starter može preskočiti prozivanje i primijeniti 'brzi start'. U tom slučaju, uzvikuje 'Attention!'i ako nijedna posada ne odgovara, odmah podiže zastavu i daje startne komande. Na regatama koje organizira FISA, kad je crvena zastava jednom podignuta starter više ne uvažava podignutu ruku ( dogovoreni znak da posada nije spremna ), ali u SAD-u posada još ima to pravo.
U SAD-u, postoji i slučaj 'starta odbrojavajnem'. Starter prekida prozivanja, i odbrojava '5-4-3-2-1 Attention! GO!'. Kada odbrojavanje jednom započne, podignute ruke se ne priznaju, i sve posade moraju iskoristiti tih 5 sekundi za poravnavanje i zauzimanje pravca.
Posadama se može dodijeliti opomena nakon pogrešnog starta, zbog kašnjenja u dolasku na start, zbog kršenja pravila reda vožnje na stazi. Posada koja dobije dvije opomene isključena je iz trke.
Ako posada ima kvar na opremi u prvih 100 m trke, mora stati i signalizirati sucu, koji će tada zaustaviti trku. Kvar na opremi ne uključuje greške kao što su rak, ili ispadanje rola iz šina.
Kada je trka jednom započela, sudac je prati u motornom čamcu. On daje upute posadama samo kad mora spriječiti sigurnosni rizik. Ako je posada krenula ka drugo posadi, sudac podiže bijelu zastavu, proziva posadu, i pokazuje zastavom u smjeru u kojem se posada treba pomaknuti. Ako je posada pred sudarom s preprekom ( kao npr. stup od mosta ), sudac podiže bijelu zastavu i uzvikuje 'Obstacle!' ('Prepreka!') ili jednostavno 'STOP!'. Ako sudac mora zaustaviti cijelu trku, zazvonit će zvonom, mahati crvenom zastavom i uzviknuti 'STOP!' ako je potrebno.
Posada koja želi uložiti protest more podići ruku nakon što pređe ciljnu crtu i uložiti sucu protest. Nakon toga slijedi i pismeni protest. Porota odlučuje o protestu nakon vijećenja.

### Trke na kronometar (Head Races)
Ove utrke, koje se najčešće održavaju u SAD-u u jesen, ili u rano proljeće (u Europi) su oko 2.5 - 3 milje (4-5 km) duge a čamci startaju u svojoj kategoriji odvojeno u intervalimi po 10 sekundi. Ovakve trke se obično odvijaju na rijekama s brojnim mostovima i zavojima koji čine prestizanja jako zanimljivim.

### Trke na dodir (Bumps)
'Bumps' je način utrkivanja u osmercima. U osnovi dolazi s rijeka koje su u većini dijelova dovoljno široke samo za dva čamca. Osnovna ideja je jednostavna: skupite grupu od 17 (ili 18) čamaca koji startaju u koloni jedan za drugim s dužinom i pol razmaka između svakog od njih, i kad trka krene, cilj je 'dodirnuti' čamac ispred sebe na način da se razmak između njih smanji toliko da je moguć kontakt. Dva čamca koja su sudjelovala u 'dodiru' ispadaju iz trke tako da se maknu u stranu i ostavljaju stazu slobodnom za one otraga (ako čamac iza dohvati čamac koji je bio ispred ta dva, tada se to naziva 'overbump'.
Sljedeći dan posade koje su se 'dodirnule' mijenjaju startne pozicije. Trke traju 4 dana za svaku grupu, a pozicije se čuvaju do sljedeće godine. Divizije se tada utrkuju u obrnutom redoslijedu (tj, najlošija kreće prva) i posada koja je završila na vrhu divizije (jer je uspješno 'prevaslala' ili 'dodirnula' posadu na vodećoj poziciji sada vesla kao 17. u sljedećoj, jačoj diviziji i ako ondje uspiju napraviti 'dodir' prelaze sljedeći dan u višu diviziju. Cilj je naravno završiti na vrhu prve divizije 'Head of the River', ili napredovati za četiri mjesta (tj, postići 'dodir' svaki dan po jedan).

## Najuspješnije veslačke nacije i veslači
Prve godine službenih veslačkih natjecanja vezane su uz početak modernog olimpizma. Tih su godina u natjecanjima dominirale nacije kao što su SAD, Italija i Francuska, koje i danas imaju tradiciju uspješnih nastupa u veslanju.
Nakon Drugog svjetskog rata pojavljuju se natjecatelji iz tzv. istočnog bloka, među kojima se posebno ističu posade Istočne Njemačke. Treneri iz DDR-a su bili prvi koji su u trenažni proces unijeli znastvenu metodologiju i sistematičnost, te su u svojim 'tvornicama sportaša' godinama stvarali dominantne momčadi i pojedince u svim sportovima, a naročito u veslanju. Njihov model su ponekad uspješno koristile države kao što su SSSR, Rumunjska i Bugarska. Brojne su indicije da su u tim sustavima uz svu potrebnu medicinsku potporu bila korištena i nedozvoljena sredstva, tj. doping. Nakon ujedinjanja posade iz ujedinjene Njemačke su i dalje među uspješnijim nacijama, iako ne više toliko dominantne kao ranije.
Početkom 21. stoljeća uz dotadašnje velesile javljaju se i odlične posade iz Australije, Novog Zelanda te zadnjih godina i Kine.
Zanimljivo da je kolijevka modernog veslanja, Velika Britanija, uvijek među boljim nacijama ali rijetko po ukupnom broju medalja najuspješnija. Ipak, najveći veslač svih vremena dolazi iz Velike Britanije: to je Steve Redgrave, veslač koji je ostvario impozantan niz od 5 uzastopnih zlatnih medalja na 5 Olimpijskih igara u razdoblju od 1984. do 2000. godine! Kod djevojaka se pak sa sličnim dosezima istakla Rumunjka Elisabeta Lipa, koja je osvojila 5 zlata, dva srebra i jednu broncu na OI u razdoblju od 1984. do 2004. godine. Bilo je još impozantnih nastupa veslača i veslačica u povijesti ali se Redgrave i Lipa ipak ističu dugotrajnošću, kvalitetom i brojem medalja.

## Veslački ergometar
U trenažnom procesu veslača često se koristi veslački simulator ili ergometar. Radi se o napravi namijenjenom treningu 'na suhom' koja dobro simulira kretnju veslanja, te se koristi ili kao kontrolni mehanizam pripreme veslača ili kao metoda treninga u danima kada nije moguć trening na vodi (niske temperature, zaleđeno jezero ili rijeka, i sl.).
Najbolja vremena postignuta na ergometru su:
- M LWT 	Henrik Stephansen Denmark 	5:58.5 	2009
- M HWT 	Rob Waddell 	  New Zealand 	5:36.6 	2008
- W HWT 	Sophie Balmary 	  France 	6:28.4 	2006
- W LWT 	Lisa Schlenker 	  U.S.A. 	6:56.7 	2000

(HWT teški veslači,LWT laki veslači, M muškarci, W žene)

## Vanjske poveznice
- Veslanje Hrvatska tehnička enciklopedija, portal hrvatske tehničke baštine. LZMK

### Sestrinski projekti
|  | Zajednički poslužitelj ima još gradiva o temi veslanje |

### Mrežna mjesta
- FISA - Međunarodna veslačka federacija
- Hrvatski veslački savez
- Kronologija hrvatskog veslanja
- Veslanje na Olimpijskim igrama
- Svjetska prvenstva u veslanju
- Europska prvenstva u veslanju